# Pediasia simpliciellus
Pediasia simpliciellus là một loài bướm đêm trong họ Crambidae.